# Sint-Servatiuskapel (Swartbroek)
De Sint-Servatiuskapel is een kapel in Swartbroek in de Nederlandse gemeente Weert. De kapel staat aan de Ittervoorterweg 60 op de hoek met de Ringstraat. 
Op ongeveer 600 meter naar het oosten staat de Heilige-Maagdenkapel.
De kapel is gewijd aan de heilige Servaas van Maastricht.

## Geschiedenis
In 1874 werd de kapel gebouwd.
In 1997 werd de kapel herbouwd. Op 28 juni 1997 werd de kapel opnieuw ingezegend.

## Bouwwerk
De wit gepleisterde kapel is opgetrokken op een rechthoekig plattegrond en wordt gedekt door een verzonken zadeldak met rode pannen. Op de hoeken van de frontgevel zijn er haakse steunberen geplaatst. De kapel heeft geen vensters in de zijgevels, maar die zijn wel voorzien van stucwerk in regelmatige, rechthoekige blokken. De frontgevel en achtergevel zijn een puntgevel met verbrede aanzet en schouderstukken en op de top van de frontgevel een kruis. In de gevel bevindt zich een gevelsteen met jaartallen van bouw en herbouw en rechthoekige toegang met segmentboogvormige uitsparing die wordt afgesloten met een dubbele deur.
Van binnen is de kapel wit gepleisterd onder ene plafond van wit geschilderde planken. Tegen de achterwand is een altaarplank aangebracht. Op het altaar staan twee engelenbeeldjes en erboven op een console een beeld van de heilige Sint-Servatius dat Servatius toont in een bisschoppelijk gewaad, getooid met mijter en in zijn rechterhand een bisschopsstaf. Achter het beeld hangt aan de muur een vaandel met daarop een bisschopsstaf, mijter en sleutels, omgeven door de tekst Servatius Servavit Fidem (= Servatius bewaarde zijn geloof).